# Arzanah
Arzanah är en ö i Förenade Arabemiraten.   Den ligger i emiratet Abu Dhabi, i den nordvästra delen av landet, 190 kilometer väster om huvudstaden Abu Dhabi. Arean är 4,6 kvadratkilometer.
Terrängen på Arzanah är platt. Den sträcker sig 3,1 kilometer i nord-sydlig riktning, och 2,3 kilometer i öst-västlig riktning.